# آسکارون
آسکارون (انگلیسی: Ascaron) شرکت بازی ویدئویی آلمانی است، که در سال ۱۹۹۱ تأسیس شد.